# City Baby's Revenge
City Baby's Revenge è il secondo album del gruppo Hardcore punk Charged GBH.

## Il disco
Questo album prosegue grossomodo con lo stile gia presente nel primo album, ma nonostante questo vi sono presenti delle piccole differenze, cioè la diminuzione della velocità generale delle composizioni e anche un leggero aumento della tecnica rendendo le canzoni più strutturate.

## Tracce
1. Diplomatic Immunity
2. Drugs Party In 526
3. See The Man Run
4. Vietnamese Blues
5. Womb With A View
6. The Forbidden Zone
7. Valley Of Death
8. City Babys Revenge
9. Pins & Needles
10. Christianised Cannibals
11. Faster Faster
12. High Octane Fuel
13. I Feel Alright
14. Skanga (Herby Weed)

## Formazione
- Colin Abrahall - voce
- Jock Blyth - chitarra
- Ross Lomas - basso
- Andrew (Wilf) Williams - batteria